# Jamie Croft
Jamie Croft (Sydney, 4 agosto 1981) è un attore australiano.

## Biografia
Fratello di Rebecca Croft (anch'ella attrice), Jamie ha iniziato la sua carriera da bambino, all'età di 11 anni.
Nel corso della sua attività professionale come attore, Croft è apparso in diversi film e svariate serie televisive.È molto attivo in Australia dal 1999 è attivo come modello e posa ancora oggi per molte campagne pubblicitarie, è spesso ospite in vari programmi australiani e negli ultimi anni ha recitato tra produzioni teatrali e musical. Si è prestato al doppiaggio nel 2007 in Gumnutz e dal 2011 è nel cast della serie d'animazione australiana Davincibles in entrambe è protagonista.
Nel febbraio 2008 Croft ha sposato l'attrice Saskia Burmeister.

## Riconoscimenti
Croft ha conseguito la vittoria di uno "Young Actor's Award" nel 1995.

## Filmografia

### Cinema
- That Eye, the Sky, regia di John Ruane (1994)
- Power Rangers - Il film (Mighty Morphin Power Rangers: The Movie), regia di Bryan Spicer (1995)
- Joey, regia di Ian Barry (1997)
- Mac e il tesoro dell'isola corallina (The Real Macaw), regia di Mario Andreacchio (1998)
- Poppy's Head, regia di Barbara Angell - cortometraggio (1998)
- Passion, regia di Peter Duncan (1999)
- Blurred, regia di Evan Clarry (2002)
- The Pact, regia di Strathford Hamilton (2003)
- Mary's Child, regia di Robert Carne - cortometraggio (2004)
- The Lifting, regia di Jacob Chase - cortometraggio (2004)
- Sunset Over Water, regia di Robert Carne - cortometraggio (2009)
- My Mind's Own Melody, regia di Josh Wakely - cortometraggio (2012)
- YOLO, regia di Robert Carne - cortometraggio (2014)

### Televisione
- Wandin Valley (A Country Practice) – serie TV, 111 episodi (1991-1993)

- G.P. – serie TV, episodi 6x31 (1994)
- Polizia squadra soccorso (Police Rescue) – serie TV, episodi 4x5 (1995)
- Bordertown – miniserie TV, episodi 1x5 (1995)
- Mission Top Secret – serie TV, 6 episodi (1995)
- Sun on the Stubble – miniserie TV, 6 episodi (1996)
- Kalibro .32 (The Territorians), regia di Michael Offer – film TV (1996)
- The Echo of Thunder, regia di Simon Wincer – film TV (1998)
- All Saints – serie TV, episodi 3x11 (2000)
- Above the Law – serie TV, episodi 1x20-1x23-1x24 (2000)
- The Lost World (Sir Arthur Conan Doyle's The Lost World) – serie TV, episodi 2x3 (2000)
- The Farm – miniserie TV, episodi 1x1-1x2-1x3 (2001)
- Water Rats – serie TV, episodi 3x5-6x11 (1998-2001)
- Disappearance, regia di Walter Klenhard – film TV (2002)
- Farscape – serie TV, episodi 4x12 (2002)
- Hercules – miniserie TV, episodi 1x1-1x2 (2005)
- Mrs Biggs – miniserie TV, episodi 1x3-1x4 (2012)